# 綺綺
綺綺（2008年2月26日—2018年7月21日），本名郭麗綺，台北人，臺灣女童畫家，十歲時在動心臟手術後病逝，後其手繪的恐龍圖畫以「綺綺的恐龍綺想世界」之名作為LINE貼圖義賣，作為補助心臟病童用途，2018年僅上架一天就達到600萬日幣銷售額。

## 生平
綺綺本名郭麗綺，台北人，2008年2月26日生。母親具美術背景，在懷綺綺近六個月時，經由高層次超音波發現胎兒左心發育不全、合併肺動脈狹窄，當時醫護人員建議直接流掉，但雙親不願意。綺綺母親認為女兒是觀音菩薩在夢中帶來的。經奔走多家醫院後，在婦產科醫生施景中等人的幫助下生下，出生當天立刻送加護病房。
綺綺出生兩個月就進開刀房，三歲、六歲又再動手術，只要衣領稍低，開刀傷疤便清晰可見。後來，母親又生一女。因心臟原因，綺綺個子不高、嗓門不大，但喜歡挑戰體能活動。她在校成績不錯，得到許多獎狀。人際相處上亦不懼人言，曾有高年級學生虐待青蛙，她就挺身斥責。
繪畫是綺綺的最愛，畫風明朗、每隻動物有明亮的大眼、上揚的嘴唇，偶有怒氣沖沖，表情卻是令人發噱。喜好畫恐龍的她夢想自能成為考古學家。她常對媽媽講感謝生她下來，對自己病況也能自嘲，曾畫了一隻小恐龍，旁標「一隻很特別的恐龍」。五歲進行第二次心臟大手術前，她曾對母親呼喊：「我會像恐龍一樣勇敢！」母親表示，女兒把期望投射到恐龍身上，不但畫作中多了恐龍，更請父親用紙箱做恐龍裝，將自己化身為恐龍。
綺綺也曾鬧脾氣、拒絕開刀，爸媽只能勸她堅強振作，勇敢的她認清現況後只能接受。六歲時，母親帶綺綺去見當初接生的施景中醫師，獲贈一個恐龍牙齒化石。她曾對母親說想跟外祖父所收藏名畫的畫家一樣出名，媽媽聽了感傷，因那些畫家大多都已經離世。最後一次手術前，醫療團隊多次作了術前模擬，以3D列印掃描出綺綺的心臟影像，與國外專家進行研究，評估手術成功機率約56%，因此雙親決定放手一搏。2018年母親節，綺綺親手為母親精心繪製祝福卡片。手術是在母親節後兩個月的7月21日。在台大醫院實施。
手術完成後，十歲的綺綺心臟收縮不如預期，僅靠葉克膜維持最後的生命。當時，施景中接到綺綺母親的訊息，來到台大兒童醫院六樓見綺綺最後一面。綺綺心電圖原本跡近停止，聽到施醫師到訪的聲音後，短暫地回升到接近正常，眼淚逐漸滴下眼框後，心跳隔了一陣子又慢慢停止。施景中醫師在地藏王菩薩前許願，當他離開病房約一小時後，綺綺去世。
火化當日，學校頒給綺綺四面獎牌。她幼兒園及小學的三四年級同學，手繪圖畫作為弔念。2018年8月，綺綺母親傳訊給施景中，說葬禮由法鼓山法師為女兒追思。其後骨灰依其夢示，植葬於法鼓山。

## 身後
綺綺雙親將綺綺的手繪恐龍製成LINE貼圖作為慈善義賣。心臟病兒童基金會擬定了愛心專款專用的辦法，對象為複雜性先天性心臟病合併瓣膜狹窄或嚴重逆流造成心臟功能不佳而需要置換瓣膜的患者，補助健保不給付的瓣膜或器材費，上限新台幣30萬元整。
貼圖本來想以基金會名義申請LINE貼圖上架，但基金會因為史無前例，遂以施景中名義當代理。2018年9月26日，施景中在臉書分享了因心臟病而過世、十歲女孩綺綺的故事後，這套名為「綺綺的恐龍綺想世界」的貼隨即衝上銷售榜第一，僅上架一天就達600萬日幣銷售額，還引起詐騙集團偽裝成可免費下載，以取騙個資。貼圖獲得當年9月10月LINE貼圖的MVP及新人賞前三名，各獲3萬元獎金，而綺綺雙親將這些獎金分散捐到其他兒童公益團體。一名賴姓網友將綺綺的恐龍圖畫刺在自己下手臂內側，傳圖片給施景中，並說刺青師父將費用轉手捐給心臟病基金會，附上收據為證。同年11月13日，施景中於臉書表示，沒想過會引起廣大迴響，並分享綺綺老師傳給他的照片，內容是她在運動會上奮力跑向終點。
2019年1月，經由任職於會計師事務所的施景中弟弟施景彬等人協助，財政部國稅局免除了施景中或心臟病兒童基金會因此貼圖要負擔的巨額所得稅。4月報導時，該套貼圖已銷售達新台幣1500萬元，扣掉30%的iOS、Android上架費、35%LINE公司的平台費用，及稅務與各種手續費，最後基金會獲得522萬元。同月18日，施景中收到LINE貼圖公司寄來的2個熊大獎杯，一為是新人獎，另一是當月銷售冠軍，他把其中一個交給綺綺母親，另一個獎盃放在其辦公室。
2019年7月23日，綺綺病逝周年，綺綺父母請施景中在臉書公布綺綺的全名，以鼓勵更多的病童。

## 外部連結
- 綺綺的恐龍綺想世界 – LINE貼圖 | LINE STORE （页面存档备份，存于）